# Rosja Sowiecka (czasopismo)
Rosja Sowiecka. Gospodarczy Biuletyn Informacyjny. Czasopismo poświęcone zagadnieniom ewolucji społecznej i gospodarczej ZSRR – dwutygodnik sowietologiczny ukazujące się od 27 lipca 1931 roku do 1936 roku. 
Łącznie ukazało się 88 numerów. Redaktorem naczelnym był Stanisław Glass, ekonomista, pracownik MSZ. Każdy numer miał charakter monograficzny i poświęcony wybranemu zagadnieniu dotyczącemu gospodarki ZSRR. Artykuły nie były podpisane i powstawały w wyniku zbiorowej pracy analityków (pismo wychodziło na zlecenie Radcy Ekonomicznego polskiego MSZ). 